# Vittorio Merloni

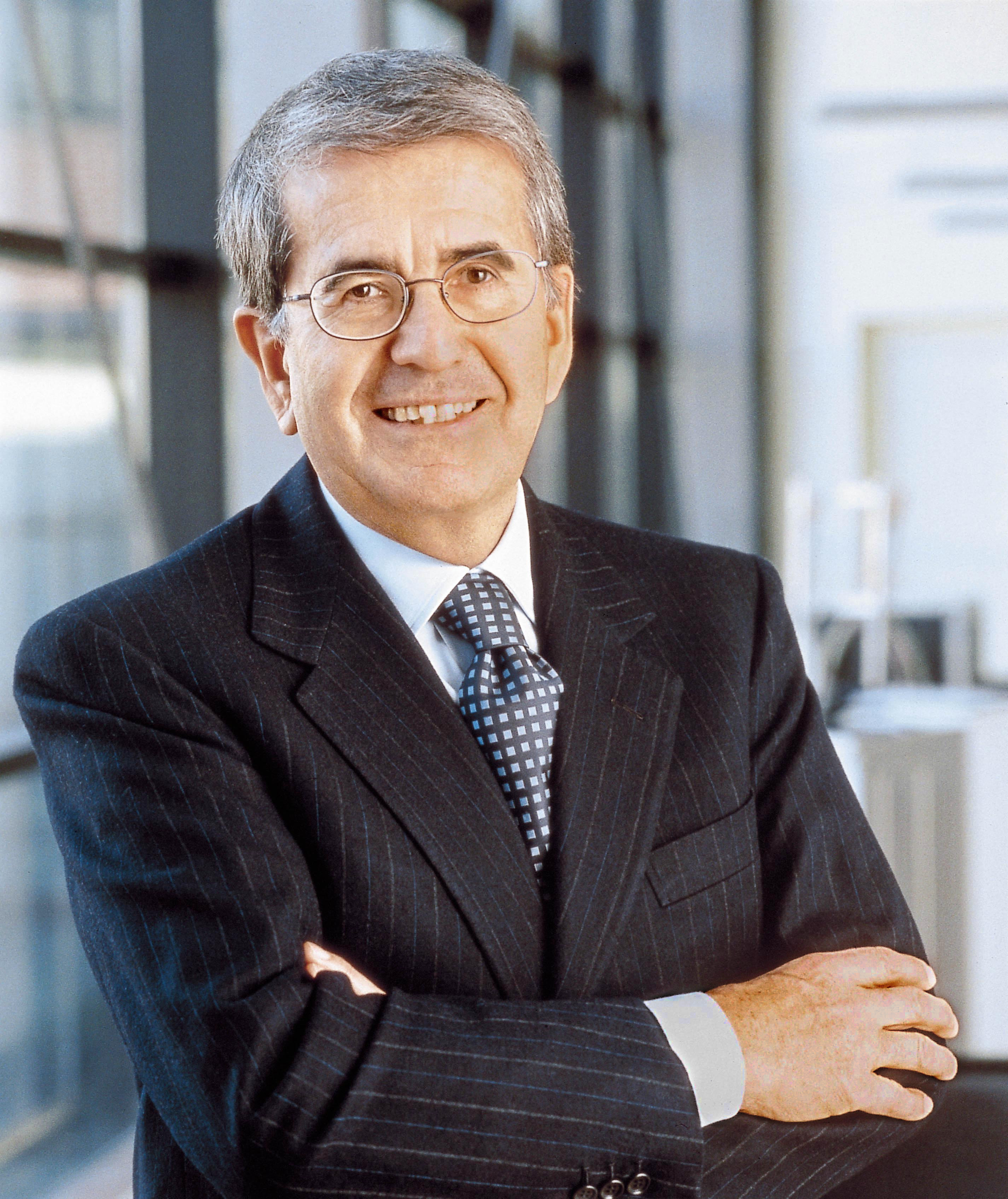
Vittorio Merloni

Vittorio Merloni (Fabriano, Italië, 30 april 1933 – aldaar, 18 juni 2016) was de man achter Ariston en Indesit. Merloni was de directeur van Fineldo, de holding company die diverse bedrijven als het Indesit-bedrijf bezit.

## Levensloop
Vittorio Merloni zag het levenslicht op 30 april 1933 in Fabriano, Ancona, Italië. Merloni was getrouwd met Franca Carloni en was de vader van vier kinderen. Alle vier de kinderen werken aan indrukwekkende carrières, zelfstandig, zonder de hulp van de connecties van hun vader.
Merloni's carrière begon rond 1960 toen hij zich met het familiebedrijf begon te bemoeien. In 1975 zette hij Merloni Elettrodomestici op en sindsdien was hij altijd de directeur van het bedrijf. Op 1 januari 2005 werd Merloni Elettrodomestici omgezet in de meer aansprekende naam Indesit. Merloni werd weleens gekscherend de "witgoedkoning" genoemd.